# Australochelifer pygmaeus
Australochelifer pygmaeus är en spindeldjursart som beskrevs av Beier 1975. Australochelifer pygmaeus ingår i släktet Australochelifer och familjen tvåögonklokrypare. Inga underarter finns listade.